# Шабани, Байрам
Байрам Расим Шабани (алб. Barjan Rasim Šabani; 14 октября 1922, Липково — 14 октября 1941, Белановце) — македонский албанский партизан, участник Народно-освободительной войны Югославии, Народный герой Югославии.

## Биография
Родился 14 октября 1922 в селе Липково в бедной семье пастуха, детство провёл в городе Куманово, где работал с самого детства. В молодости был пастухом, следя за отарами овец у богатых крестьян, позднее работал фермером и строителем, также выучился на кузнеца. В возрасте 17 лет Байрам остался без работы. Выход из ситуации он нашёл, встретившись с представителями Коммунистической партии Югославии: они позволили ему найти хорошую работу.
После разгрома немецкими войсками Югославии и оккупации болгарами Македонии Байрам был принят в Коммунистическую партию Югославии. Он, выучившись грамоте, начал путешествовать по Македонии, призывая в Народно-освободительное движение бедных албанских и македонских крестьян, разъясняя им цели коммунистического движения и борьбы с фашистскими захватчиками. 11 октября 1941 Байрам вступил в Кумановский партизанский отряд — первое воинское подразделение Народно-освободительной армии Югославии на территории Македонии.
13 октября 1941 отряд Байрама направлялся в сторону границы с марионеточным Королевством Черногорией. Из-за начавшегося ливня партизаны вынуждены были заночевать на водяной мельнице. Утром мельницу окружили болгарские полицейские и солдаты. Завязалась битва. Байрам израсходовал все свои гранаты и после того, как бросил последнюю, был сражён насмерть вражеской пулей. Байраму Шабани в тот день исполнилось 19 лет.
Указом Иосипа Броза Тито от 10 октября 1943 Байрам Шабани был посмертно награждён званием Народного героя Югославии.